# San Juan de Arama
San Juan de Arama là một khu tự quản thuộc tỉnh Meta, Colombia. Thủ phủ của khu tự quản San Juan de Arama đóng tại San Juan de Arama Khu tự quản San Juan de Arama có diện tích 1163 ki lô mét vuông. Đến thời điểm ngày 28 tháng 5 năm 2005, khu tự quản San Juan de Arama có dân số 8990 người.